# Профар, Юриксон
Юриксон Бартеломеус Профар (нидерл. Jurickson Barthelomeus Profar, 20 февраля 1993, Виллемстад, Кюрасао) — нидерландский бейсболист, шортстоп и аутфилдер клуба Главной лиги бейсбола «Сан-Диего Падрес». Игрок сборной Нидерландов, выступал в её составе на Мировой бейсбольной классике 2013 и 2017 годов. 

## Карьера
Юриксон Профар родился 20 февраля 1993 года в Виллемстаде. В 2004 году он в составе сборной команды Кюрасао стал победителем Мировой серии Детской лиги, а в 2005 году команда проиграла в финале. В июле 2009 года Профар в статусе международного свободного агента подписал контракт с клубом «Техас Рейнджерс». Сумма бонуса игроку составила 1,55 млн долларов. До подписания профессионального контракта Профар также играл на позиции питчера.
В 2010 году он выступал в составе «Спокан Индианс». Следующий сезон провёл в «Хикори Кроудэдс» в Южно-Атлантической лиге. Юриксон установил командный рекорд, выбив тридцать семь даблов. Также в играх чемпионата он выбил двенадцать хоум-ранов и украл двадцать три базы. По итогам года его назвали Самым ценным игроком лиги, а журнал Baseball America назвал Профара игроком года в А-лиге. 
Сезон 2012 года Профар начал в АА-лиге в составе «Фриско Рафрайдерс», провёл за команду сто двадцать шесть матчей. В сентябре он был переведён в основной состав «Рейнджерс» и дебютировал в Главной лиге бейсбола. В первом своём выходе на биту Юриксон выбил хоум-ран. На момент дебюта он стал самым молодым действующим игроком лиги.
В 2013 году он провёл восемьдесят пять игр за «Рейнджерс», выходя на поле на трёх разных позициях и в качестве назначенного бьющего. Его показатель отбивания составил 23,4 %, он выбил шесть хоум-ранов и набрал двадцать шесть RBI. Перед началом сезона 2014 года Профар получил травму плеча. Он полностью пропустил год, но залечить повреждение не смог. В феврале 2015 года ему сделали операцию и он полностью пропустил ещё один сезон. 
На поле Юриксон вышел в начале сезона 2016 года. Он провёл сорок один матч в составе «Раунд-Рок Экспресс», а в конце мая вернулся в основной состав «Рейнджерс». В регулярном чемпионате он сыграл рекордные для себя девяносто матчей на четырёх позициях в инфилде. Его показатель отбивания по итогам года составил 23,9 %.
Весной 2017 года Профар в составе сборной Нидерландов принял участие в играх Мировой бейсбольной классики. На первом этапе турнира он стал лучшим отбивающим команды. Большую часть сезона он провёл в ААА-лиге, сыграв за «Рейнджерс» всего в двадцати двух матчах. В 2018 году Юриксон стал основным игроком «Техаса», приняв участие в ста сорока восьми играх. После окончания сезона, в ходе трёхстороннего обмена с участием «Тампы-Бэй», он перешёл в «Окленд Атлетикс».
Сезон в составе «Окленда» сложился для Профара неудачно. Он принял участие в 139 матчах регулярного чемпионата, отбивая в них с показателем 21,8 %. Также он допустил 13 ошибок при игре в защите. Располагая хорошим подбором молодых игроков, руководство «Атлетикс» в декабре 2019 года обменяло Юриксона в «Сан-Диего Падрес». В 2020 году в составе «Падрес» он выходил на поле на пяти разных позициях, большей частью действуя на месте левого аутфилдера вместо травмированного Томми Фэма. Отбивал он с эффективностью 27,8 %. В январе 2021 года Профар заключил с клубом новый трёхлетний контракт на сумму 21 млн долларов.